# Anarchisme en France
Mouvement politique s'opposant aux pratiques autoritaires et aux principes hiérarchiques, l'anarchisme en France voit cohabiter dans son histoire des figures célèbres telles que Proudhon, Bakounine, Kropotkine ou Pelloutier et un ensemble de courants idéologiques quelquefois inspirés par des idées du christianisme ou du syndicalisme révolutionnaire. Il tente de concilier le refus du pouvoir gouvernemental et la nécessité de se structurer. Cette structuration se traduit par la création de nombreuses organisations et journaux libertaires.

## Origines
L'histoire de l'anarchisme en France débute en 1840, avec la publication de l'ouvrage Qu'est-ce que la propriété ? ou Recherche sur le principe du Droit et du Gouvernement écrit par Pierre-Joseph Proudhon qui, le premier, se revendique explicitement « anarchiste »,.
En 1841, L'Humanitaire de Gabriel Charavay est le « premier organe communiste libertaire et l'unique en France pour quarante ans » selon l'historien Max Nettlau.
En 1850, Anselme Bellegarrigue publie L'Anarchie, journal de l'ordre. Pour le Dr Sharif Gemie, ce journal constitue le tout premier manifeste anarchiste au monde.
Des anarchistes participent à la Commune de Paris. La répression fait 25 000 victimes et décapite le mouvement révolutionnaire en France. La Révolution sociale, premier journal anarchiste après la Commune, est publié en 1880 mais est une création de la police.

## Période insurrectionnelle
À partir de 1881 l'action directe est mise en avant et favorisée au sein du mouvement anarchiste. Entre 1882 et 1885 la ville de Montceau-les-Mines est l'épicentre de troubles anarchistes et des attentats sont perpétués par plusieurs groupes qui se dénommaient Bandes noires.

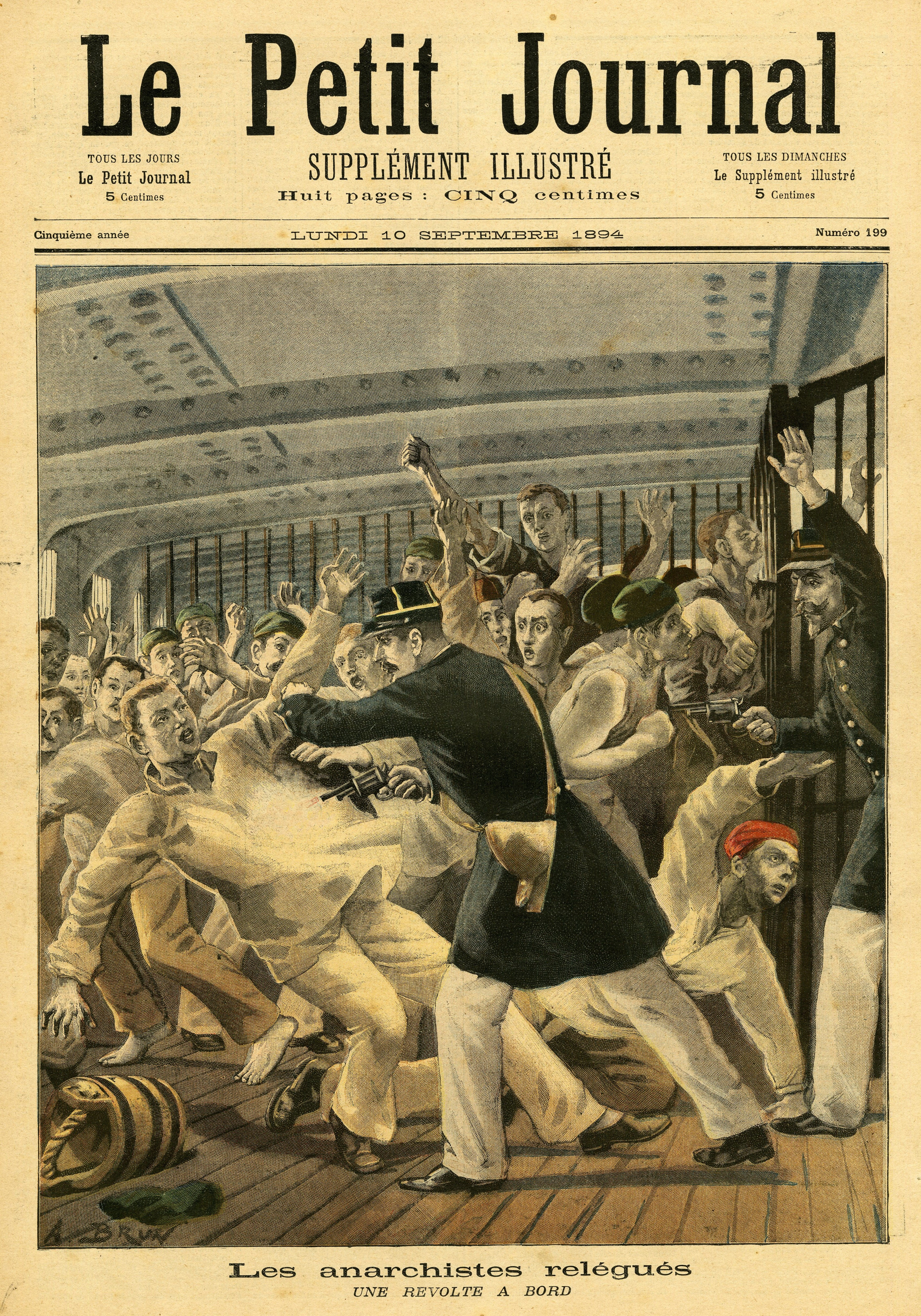
Révolte en 1894 d'anarchistes relégués, à bord du Ville de Saint-Nazaire les emmenant à Cayenne.

Mais c'est en 1892 que commence la véritable période des attentats qui visent à déstabiliser le pouvoir en attaquant directement ses détenteurs. C'est la série d'attentats à la bombe perpétrés par François Koënigstein, dit « Ravachol », à partir du 11 mars 1892 qui déclenche la vague d'attentats anarchistes,. Il sera condamné à mort et guillotiné à Montbrison le 11 juillet 1892 pour avoir fait exploser les domiciles de deux juristes parisiens, ainsi qu'une caserne. Avant de mourir il crie : « Vive l'anarchie ! ». Le 9 décembre 1893, Auguste Vaillant lance de la tribune à la chambre des députés une bombe chargée de clous, qui fera un blessé ; lors de son procès il justifiera cet acte par la volonté de venger Ravachol. Il est exécuté le 4 février 1894,. Le 24 juin 1894 le président de la République Sadi Carnot est assassiné à Lyon par un jeune anarchiste italien, Sante Geronimo Caserio. Toujours à Lyon, dans la nuit du 22 au 23 octobre : attentat dans le restaurant l'Assommoir du théâtre Bellecour,.
Les 11 et 15 décembre 1893 et le 28 juillet 1894 sont votées dans l'urgence une série de lois réprimant le mouvement anarchiste et lui interdisant tout type de propagande. Les anarchistes s'emparent alors du mot libertaire - néologisme créé en 1857 par Joseph Déjacque - pour s'identifier et poursuivre leurs activités éditoriales. Ces lois « anti-anarchistes » ne seront abrogées qu’en 1992.

## Début duXXesiècle
En 1900, l'artiste Francesco Giambaldi est recruté par Giuseppe Tornielli, en poste à l'ambassade d'Italie en France pour infiltrer un groupe d'anarchistes italiens réfugiés à Paris appelé « le Foulard », dont Arturo Campagnoli, Silvio Corio, Felice Vezzani et Nino Samaia, et livrer des informations sur Errico Malatesta, qui vivait également à cette époque en France,,.
En octobre 1906, le 9e congrès de la Confédération générale du travail définit dans la Charte d'Amiens cette théorie du syndicalisme révolutionnaire : « dans l’œuvre revendicatrice quotidienne, le syndicalisme poursuit la coordination des efforts ouvriers ; l’accroissement du mieux-être des travailleurs par la réalisation d’améliorations immédiates ; […] Mais cette besogne n'est qu'un côté de l'œuvre du syndicalisme : d'une part, il prépare l'émancipation intégrale, qui ne peut se réaliser que par l'expropriation capitaliste, et, d'autre part, il préconise comme moyen d'action la grève générale et il considère que le syndicat, aujourd'hui groupement de résistance, sera, dans l'avenir, le groupe de production et de répartition, base de réorganisation sociale ».
Création de la Fédération anarchiste juive de Paris le 29 mai 1909[réf. souhaitée].
La création de l'Alliance communiste-anarchiste est annoncée dans Le Libertaire du 22 mai 1910. Les structures trop distendues ne permettent pas à l'Alliance communiste-anarchiste de durer. L'échec organisationnel débouche sur la création d'une Fédération communiste anarchiste le 13 novembre 1910, puis de la Fédération communiste anarchiste qui tient congrès en juin 1911 qui est la première véritable organisation libertaire française d'envergure nationale.
En 1911 et 1912, la bande à Bonnot réalise de nombreux braquages, vols et autres activités illégales. Les derniers membres,en liberté, René Valet et Octave Garnier, traqués par la police, sont assiégés et tués à Nogent-sur-Marne,, dans le pavillon où ils s'étaient mis au vert puis retranchés,
le 12 mai 1912. Sur l'ensemble de la bande, vingt et un membres survivants sont jugés du 3 au 27 février 1913,,.
Au cours de la Première Guerre mondiale, certains anarchistes (dont Jean Grave et Pierre Kropotkine) se rallient à l'Union sacrée et publient le Manifeste des Seize en soutien aux alliés contre l'Allemagne.
Le 15 juin 1917 paraît un numéro clandestin du Libertaire suivi, le 19 juin, de l’arrestation des responsables de la publication.

## L'Entre-deux-guerres

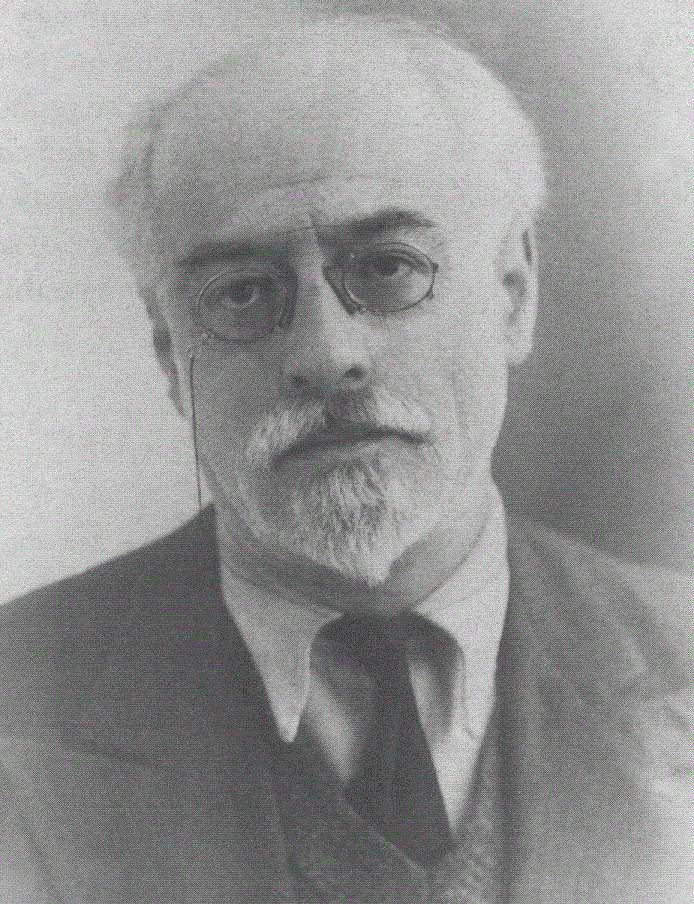
Vsevolod Mikhailivich Eichenbaum, plus connu sous le surnom de Volin, un acteur important des révolutions russes de 1905 et 1917 et des mouvements anarchistes russes, français et américains

En décembre 1918 est fondée en région parisienne une Fédération anarchiste qui, le 26 janvier 1919, relance l'hebdomadaire Le Libertaire.
Le 14 et 15 novembre 1920, lors d'un congrès national, plusieurs fédérations régionales, dont la Fédération anarchiste parisienne, constituent l'Union anarchiste (UA) sur des bases hostiles aux bolcheviks. Le 4 décembre 1923 marque le premier numéro du Libertaire quotidien.
En 1922 naît, au Congrès inaugural de la Confédération générale du travail unitaire (CGTU), une scission de la Confédération générale du travail. Le terme d'anarcho-syndicalisme est lancé par Alexandre Lozovski, secrétaire général de l'Internationale syndicale rouge (ISR), pour tenter de discréditer la minorité rétive à l'affiliation à l'Internationale. Le 11 janvier 1924: des incidents éclatent lors d'une réunion électorale du Parti communiste français dans le local de la CGTU au 33, rue de la Grange-aux-Belles. Le service d'ordre communiste tire sur les anarchistes, faisant deux morts. Le lendemain, Le Libertaire appelle à la rupture avec la CGTU: des militants fondent l'Union fédérative des syndicats autonomes, qui se dédouble en 1926 en Confédération générale du travail - Syndicaliste révolutionnaire (CGT-SR) tandis que d'autre rejoignent la CGT.
Des Russes en exil se retrouvent à Paris en 1925 et fondent avec Nestor Makhno et Piotr Archinov la revue Dielo Trouda (Cause Ouvrière). Le 26 mars, le Libertaire cesse sa parution quotidienne et redevient hebdomadaire. L'année suivante, en juin, paraît le « Projet de plate-forme organisationnelle pour une Union générale des anarchistes », plus connu sous le nom de « plate-forme d'Archinov ». Voline répond à cette plate-forme par son projet de « synthèse anarchiste » dans son article « le problème organisationnel et l'idée de synthèse ». L'Union anarchiste se transforme en juillet, après son congrès d'Orléans, en Union anarchiste communiste (UAC), une opposition grandissante se développe entre partisans de la plate-forme et partisans de la Synthèse. Les syndicalistes révolutionnaires quittent la Confédération générale du travail et fondent la Confédération générale du travail - Syndicaliste révolutionnaire avec, pour secrétaire, Julien Toublet.
L'Union anarchiste communiste devient majoritairement plate-formiste au congrès d'Orléans des 30 octobre et 1er novembre 1927. Les synthétistes minoritaires quittent l'UAC et fondent l'Association des fédéralistes anarchistes (AFA), qui diffusera le Trait d'union libertaire puis la Voix libertaire.
En 1934 l'Union anarchiste communiste prend l'initiative de convoquer un congrès en vue de réaliser l'unité de tous les anarchistes. L'antifascisme doit servir à cimenter cette union. Le congrès qui se tient à Paris les 20 et 21 mai décide de revenir à l'appellation « Union anarchiste », et l'AFA profite de cette occasion pour se dissoudre et réintégrer l'organisation. Une Fédération communiste libertaire se créée sur une scission de l'Union anarchiste.
Les 10 et 11 août 1935, à Saint-Denis, l’UA et la FCL participent à un grand meeting unissant diverses composantes trotskystes, pacifistes et syndicalistes révolutionnaires pour dénoncer les équivoques du Front populaire, la guerre et l’Union sacrée.
Les militantes et militants de l’Union anarchiste jouent un rôle important durant les grèves de juin 1936. Il se forme alors plusieurs groupes anarchistes d’usine. Les effectifs de l’organisation grimpent jusqu’à 4 000 adhérents.

## Guerre civile espagnole
Durant la Guerre civile espagnole, des anarchistes se sont investis dans la fédération française de Solidarité internationale antifasciste (SIA). Une Fédération anarchiste de langue française (FAF) se développe à partir d'une scission de l'Union anarchiste, qui dénonce la collusion des libertaires avec le Front populaire ainsi qu'une critique de la participation de la CNT-FAI au gouvernement républicain en Espagne. L'avant-guerre voit donc coexister deux organisations, l'Union anarchiste, qui a pour organe le Libertaire, et la Fédération anarchiste française (FAF) avec pour journal Terre libre, auquel collabore Voline. Ces deux organisations n'ayant prévu aucune structure clandestine disparaissent rapidement au début de la Seconde Guerre mondiale.
De nombreux anarchistes français s'engagent auprès des milices républicaines face au coup d'État des troupes franquistes,. Ils sont notamment plusieurs au sein de la colonne Durruti, telle Georgette Kokoczynski (dite Mimosa).

## Sous Vichy et libération
Le 19 juillet 1943, une réunion clandestine de militants, dite de la Fédération internationale syndicaliste révolutionnaire, se tient à Toulouse.
Le 15 janvier 1944, est mise au point la charte de la nouvelle Fédération anarchiste (FA) approuvée à la rencontre (pré-congrès 1944) d'Agen les 29 et 30 octobre, où la décision est prise de faire reparaître le Libertaire. Le premier numéro date du 21 décembre 1944.
En septembre 1945, nouvelle parution, sporadique puis mensuelle (ou bimensuelle selon les sources), du Libertaire en tant qu'organe. Les 6 et 7 octobre se tiennent les Assises du mouvement libertaire. Le 20 octobre, débutent les travaux du congrès constitutif de la Fédération anarchiste, qui se tiendra à Paris le 2 décembre. Elle est composée d'une majorité de militants de l'ancienne FA (synthésiste) et quelques militants de l'ancienne Union anarchiste, qui soutenait la politique de collaboration, Confédération nationale du travail / Fédération anarchiste ibérique (CNT/FAI), au gouvernement républicain, pendant la guerre d'Espagne et de jeunes militants issus de la Résistance. Les Jeunesses libertaires, organisation satellite de la FA, voient le jour. La FA regroupe donc une grande partie des libertaires français à l'exception de certains individualistes regroupés autour d'Émile Armand (ceux-ci publient L'Unique et l'En dehors) et de certains pacifistes, avec Louvet et Maille, qui publient À contre-courant. Une structure confédérale est mise en place : le « mouvement libertaire », qui coordonne les efforts de publication avec le courant Louvet (journal Ce qu'il faut dire), la minorité anarcho-syndicaliste de la CGT réunifiée (FSF – Fédération syndicaliste française représentant la tendance « Action syndicaliste ») et le Libertaire.

## Après-guerre
Dès le début, les tendances individualiste, anarcho-syndicaliste et communiste libertaire cohabitent mal au sein de la nouvelle Fédération anarchiste. Les dissensions politiques se doublent d'un conflit de générations. Le jeune Georges Fontenis, considéré comme consensuel car lié à aucun clan, est élu secrétaire général de la FA au 2e congrès et reconduit au 3e. Le 6 décembre 1946, la FSF se transforme en Confédération nationale du travail (CNT), qui adopte la Charte de Paris et fait paraître Le Combat syndicaliste. Des militants de la FA participent à la naissance de la Confédération générale du travail - Force ouvrière (CGT-FO) à la suite de la mainmise du Parti communiste français stalinien sur la CGT et à l'affaiblissement de la CNT résultant des nombreuses tensions internes.

## Années 1950
Au début de l'année 1950, une partie des communistes libertaires de la Fédération anarchiste s'organisent en une fraction secrète pour s'opposer à la fraction Anarchisme individualiste, qu'ils nommeront Organisation Pensée Bataille (OPB), et qui a pour but de construire une organisation forte et structurée avec une ligne politique unique (lutte des classes) et une implantation syndicale. En quelques années les thèses de l'OPB deviennent majoritaires dans la FA.
Sur proposition du groupe Louise Michel, le congrès de la Fédération anarchiste, à Paris, instaure le vote majoritaire dans l’organisation à la place de l'unanimisme. Les positions restent indicatives et n’engagent pas les groupes opposants[réf. souhaitée]. Néanmoins, le vote va modifier les fragiles équilibres au sein de la fédération. Les individualistes, qui considéraient cela comme conduisant à la «dictature de la majorité», ne parviennent pas à s'y opposer.[réf. nécessaire]
Après le congrès de Bordeaux au mois de juin 1952, une première scission va se produire au sein de la Fédération anarchiste. Plusieurs militants (Aristide et Paul Lapeyre, André Arru, Maurice Joyeux, Georges Vincey, etc.) sont poussés vers la sortie, exclus ou quittent d'eux-mêmes la Fédération. La majorité de la FA décide, par 103 voix contre 45, que les votes s'effectueraient désormais par mandat, mais les opposants déclarent solennellement qu'ils ne reconnaissent aucune valeur à cette décision, et une première scission va en résulter en octobre de la même année.
Des militants qui ne se retrouvent pas dans la nouvelle orientation de la fédération vont se réunir autour d'un bulletin, l'Entente anarchiste, bulletin de relation, d'information, de coordination, et d'étude organisationnelle du mouvement anarchiste, dont le premier numéro est daté du 30 octobre 1952. Émanant du congrès du Mans du 11 octobre 1952, l'Entente est « un organe destiné à mettre en contact, en dehors de tout exclusivisme, les fédérations, groupes et individus, se réclamant de l'anarchisme ». Réunie notamment autour de Georges Vincey, Tessier, Louis Louvet, André Prudhommeaux, mais aussi de deux individus qui vireront au conspirationnisme et à l'extrême droite durant la guerre d'Algérie, Raymond Beaulaton et Fernand Robert ; l'Entente anarchiste apparaît clairement comme une tentative de sauvegarde d'un certain anarchisme, « opposé » à l'anarchisme-lutte de classe porté aussi bien par Georges Fontenis que par Maurice Joyeux.[réf. nécessaire] Dès le premier numéro, c'est à Raymond Beaulaton qu'il revient de fixer le débat et le sens des critiques : « Venons-en directement au fait. L'unité anarchiste du lendemain de la guerre fut vite brisée. Il y a deux ans, au congrès de Paris, le système de consultation par le vote fut institué. En deux ans, cette unité fut détruite ».
À la suite du congrès de Paris de 1953, la Fédération anarchiste se transforme en Fédération communiste libertaire (FCL) par un vote majoritaire de 71 mandats contre 61. (Les autres noms proposés étant « Parti communiste anarchiste » et « Parti communiste libertaire »[réf. nécessaire]). La crise a cependant fortement affaibli l'organisation, car cette fédération ne regroupe qu'environ 200 à 300 militants.
Du 25 au 27 décembre 1953 se tient à Paris le congrès de la Maison Verte (Montmartre), qui organise la reconstruction d'une Fédération anarchiste synthésiste à partir des groupes exclus et d'anciens militants ayant quitté la Fédération les années précédentes au vu des pratiques jugées « léninistes » des communistes libertaires. L'Entente anarchiste se dissout et ses militants intègrent la nouvelle fédération. Des principes de base sont rédigés de façon à regrouper le plus grand nombre d'anarchistes, toutes tendances confondues. Un pari difficile à tenir, car Maurice Joyeux initiateur de cette Fédération reconstituée, est obligé de faire des compromis avec les anarchistes individualistes de l'Entente[réf. nécessaire]. Il en résulte un mode de fonctionnement que Joyeux jugeait « impossible » : la prise de décision à l'unanimité, chaque membre de la Fédération disposant d'un droit de veto sur toute orientation de l'organisation.[réf. souhaitée] C'est aussi l'année de parution du Manifeste du communisme libertaire de la Fédération communiste libertaire, qui s'oppose autant à l'individualisme qu’au bolchevisme, et qui prône une implantation au sein des syndicats et autres organisations de masse.
L'année 1954 voie la création a Paris d'une Internationale communiste libertaire (ICL), regroupant notamment les GAAP italiens, les espagnols de Ruta et le Mouvement libertaire nord-africain (MLNA), l'Internationale anarchiste étant jugée trop peu "lutte des classes"[réf. nécessaire]. L'ICL n'aura qu'une existence éphémère.
La parution du Mémorandum du groupe Kronstadt, démissionnaire de la Fédération communiste libertaire, dénonce l'orientation « bolchevik » de la Fédération et l'existence de l'organisme secret Organisation Pensée Bataille. Sortie du premier numéro du Monde libertaire en octobre, il restera mensuel pendant vingt-trois ans. Le Ve plénum intercontinental de la C.N.T à Toulouse du 15 au 20 août. L'insurrection algérienne éclate et la Fédération communiste libertaire s'engage pour l'indépendance du peuple algérien. C'est aussi le début d'une répression d'État envers cette fédération, Le Libertaire est saisi pour atteinte à la sûreté de l’Etat et des militants parisiens de la FCL sont poursuivis et condamnés à de lourdes amendes,,.
En 1955, Gaston Leval quitte la Fédération_anarchiste_(francophone) et crée les Cahiers du socialisme libertaire. En décembre, plusieurs groupes, en désaccord avec la décision de présenter des "candidats révolutionnaires" aux élections législatives, quittent la Fédération communiste libertaire. La scission donne naissance aux Groupes anarchistes d'action révolutionnaire (GAAR), qui se dote du journal Noir et rouge.[réf. nécessaire] La FCL définit sa ligne de soutien à l'indépendance algérienne, le « soutien critique », qui peut se résumer ainsi : combattre le colonialisme, soutenir les fractions progressistes de la résistance algérienne, œuvrer à ce que la chute du colonialisme soit synonyme de transformation révolutionnaire de la société,,.. Concrètement, les militants de la FCL « portent des valises » pour le Mouvement national algérien, la principale organisation de gauche algérienne. Un militant de la FCL, Pierre Morain, est condamné à la prison : c'est le tout premier Français incarcéré pour sa solidarité avec le peuple algérien.
En 1956, des militants de l'ex-Entente anarchiste, regroupés autour de Robert et Beaulaton, quittent la FA et créent le 25 novembre à Bruxelles l'Alliance ouvrière anarchiste (AOA). L'AOA publie le périodique l'Anarchie, et dérivera vers l'extrême-droite au cours de la guerre d'Algérie. La FCL présente dix candidats à Paris aux Élections législatives françaises de 1956 dont André Marty, un des anciens « mutins de la Mer noire » exclu du Parti communiste français et surnommé le « boucher d’Albacète » pour avoir massacré des anarchistes pendant la Guerre civile espagnole et par le biais duquel la FCL espérait gagner des communistes dissidents. La FCL obtient un score dérisoire. La répression d'État s'accélère, les procès, la censure et les saisies du Libertaire se succèdent. Une partie des militants de la FCL (Fontenis, Philippe, Morain…) entrent dans la clandestinité pour échapper à la prison,. Le Libertaire cesse de paraître en juillet, la FCL se désagrège. Le Mouvement libertaire nord-africain (MLNA), lié à la FCL, en butte à une répression féroce, se saborde. Des militants sortis de la FCL en décembre 1955 (groupes Kronstadt, Mâcon, Grenoble et Maisons-Alfort) fondent les Groupes anarchistes d'action révolutionnaire (GAAR). Ces derniers se veulent « l'expression de la tendance anarchiste communiste du mouvement libertaire ». Les GAAR vont éditer la revue Rouge et noir dont le premier numéro paraît en avril.
En 1957, les GAAR rédigent leurs « Déclarations de principes », ils adoptent la plate-forme, c'est-à-dire l'unité tactique et idéologique, la responsabilité collective et soutiennent et les luttes de libération nationale (soutien au FLN algérien). L'aventure de la FCL se termine définitivement avec l'arrestation des militants en cavale.

## Années 1960
En 1960, les Groupes anarchistes d'action révolutionnaire impulsent une Fédération anarchiste communiste (FAC) qui entame des négociations pour entrer dans la Fédération anarchiste. À son congrès de Trélazé, la FA reconnaît la possibilité de constituer en son sein des tendances organisées. La FAC scissionne l'année suivante : les groupes Kronstadt, de Maisons-Alfort, Lille, Strasbourg et Grenoble rejoignent la FA au congrès de Montluçon où ils s'organisent en tendance, l'Union des groupes anarchistes communistes (UGAC). Ceux qui refusent d'intégrer la FA maintiennent la revue Noir et rouge, qui continuera de paraître jusqu'en 1970. L’UGAC reproduit les mêmes méthodes que l’Organisation Pensée Bataille au sein de la FA (bulletin intérieur secret, entrisme et manœuvres pour s’emparer des postes à responsabilité…), les tensions s’aggravent et conduisent l’UGAC sauf les groupes de Strasbourg et Grenoble à quitter la FA au congrès de Paris en 1964. Une deuxième tendance voit le jour en 1962 au sein de la FA : L'Union des anarcho-syndicalistes. L'UAS naît lors d'une réunion à Niort en janvier 1962 et rassemble les groupes de Niort, Saintes, Bordeaux et Nantes qui viennent de rompre avec le Clado, Comité de liaison et d'action. L'UAS tente un rapprochement avec l'UGAC.
En 1965, un Comité de liaison des jeunes anarchistes (CLJA) se met en place, il regroupe à titre individuel des militants de la FA, de l'UGAC, de la Fédération ibérique des jeunesses libertaires (espagnole) et des groupes autonomes. Des rencontres permettent de mettre en place les prémisses de l'Internationale des fédérations anarchistes (IFA). Maurice Fayolle édite ses Réflexions sur l'anarchisme.
En 1966, l'Union des groupes anarchistes communistes produit une Lettre au mouvement anarchiste international dans laquelle elle affirme sa conviction que l'anarchisme ne peut assumer de leadership dans le mouvement révolutionnaire, et se résigner à n'être qu'une composante d'un mouvement plus large. Elle entame alors une politique frontiste qui la conduit à faire des alliances sans lendemain avec des mouvements maoïstes ou trotskystes (tendance pabliste). Une réunion de jeunes anarchistes européens se tient à Paris la même année. Une Liaison des étudiants anarchistes (LEA) se crée également.
Une tentative de relancer l'Union fédérale anarchiste avec comme organe le Libertairea lieu en 1967.La même année des communistes libertaires vont se regrouper à nouveau dans la Fédération anarchiste et créent en son sein une nouvelle tendance organisée, l'Organisation révolutionnaire anarchiste (ORA) qui édite la feuille l'Insurgé.
Les 17 et 18 mars 1968 à Paris se réunissent des militants communistes libertaires. Membres de la Jeunesse anarchiste communiste (JAC), de l'Union des groupes anarchistes communistes (UGAC), de l'ex-Fédération communiste libertaire et des isolés. Ils se rencontrent à l'initiative de Georges Fontenis. La fin de l'année verra la création du Mouvement communiste libertaire (MCL) à la suite de cette rencontre. En mai, d'anciens membres du groupe Spartacus et de la Fédération anarchiste créent à Paris le groupe Pour une critique révolutionnaire, qui se réclame tout autant de Jules Bonnot et de Buenaventura Durruti que des théories situationnistes.
L'Union des groupes anarchistes communistes participe au Comité d'initiative pour un mouvement révolutionnaire (CIMR) aux côtés d'Alain Krivine, Daniel Bensaïd et Henri Weber de la Jeunesse communiste révolutionnaire (JCR), de militants du courant « pabliste » (trotskyste) et de militants communistes libertaire dont Georges Fontenis.
Le congrès de Carrare en Italie réunit l'Internationale des fédérations anarchistes (IFA) en 1968, elle rassemble les Fédérations anarchistes française et italienne ainsi que la Fédération anarchiste bulgare en exil. Une fraction de la FA est pour la tenue du congrès, une autre est contre. Comme la FA ne peut pas prendre de décisions, deux délégations sont envoyées à Carrare, dont l'une expliquera simplement pourquoi une partie de la FA est contre la tenue de ce congrès. Cette année voit également la naissance officielle de l'Organisation révolutionnaire anarchiste, tendance organisée au sein de la FA.
Fin 1968, on peut citer comme organisation ou revues qui se réclament de l'anarchisme : la Fédération anarchiste, le Mouvement communiste libertaire, l'Union fédérale des anarchistes, l'Alliance ouvrière anarchiste, l'Union des groupes anarchistes communistes, Noir et Rouge, la Confédération nationale du travail, l'Union des anarcho-syndicalistes, l'Organisation révolutionnaire anarchiste et des groupes divers (autonomes, spontanéistes, conseillistes, situationnistes…), ainsi que les Cahiers socialistes libertaires de Gaston Leval, À contre-courant de Louis Louvet, La Révolution prolétarienne, et les revues individualistes d'Émile Armand.
En 1969 la Fédération anarchiste-communiste d'Occitanie (FACO) est fondée par Guy Malouvier et adhère à l’Organisation révolutionnaire anarchiste. L'ORA se détache de la Fédération anarchiste et se constitue en organisation spécifique. D'anciens combattants de la guerre d'Espagne appuient la scission en offrant à l'ORA l'usage de leurs locaux du 33, rue des Vignoles (Paris 20e). L'Union des groupes anarchistes communistes s'autodissout. Son journal, Tribune anarchiste communiste (TAC) poursuivra sa parution jusque dans les années 1990. Pour une critique révolutionnaire diffuse Le Temps des cerises, publication sérigraphiée qui fustige toutes les formes de militantisme et Daniel Guérin écrit Pour un marxisme libertaire.

## Années 1970
Le 31 janvier 1970, création de l' Alliance syndicaliste révolutionnaire et anarcho-syndicaliste (ASRAS), à Paris. Elle deviendra plus tard l' Alliance syndicaliste avec comme organe Solidarité ouvrière. Dissolution de la première Union des anarcho-syndicalistes.
En 1971, le Mouvement communiste libertaire et l'Organisation révolutionnaire anarchiste tentent un rapprochement qui échoue malgré l'intervention et la médiation de Daniel Guérin. En juillet, un groupe du MCL rejoint l'ORA. Quatre groupes de l'ORA rejoignent le MCL et donnent naissance à la première Organisation communiste libertaire (OCL-1) lors d'un congrès constitutif à Marseille. L'OCL a des contacts avec un groupe dénommé la Gauche marxiste autour de thèmes favorables au conseillisme. À partir de juillet, création des cercles Front libertaire qui représentent la structure d'accueil des sympathisants de l'ORA. Leur appartenance n'entraîne pas une adhésion systématique à l'ORA mais les cercles s’intégreront à l'organisation en 73. La même année des militants quittent l'ORA pour rejoindre l'Union communiste de France (groupe maoïste ultra-stalinien). En 1972 l'ORA exclus des militants qui appuyaient les « candidatures révolutionnaires uniques » aux législatives. Une minorité d'entre eux va renforcer Lutte ouvrière, tandis que la majorité rejoint la Ligue communiste. L'OCL éclate définitivement en 1974 à la suite de sa dérive conseilliste de 1971. Le reste de ses militants, renforcé par la venue de deux groupes scissionnistes de l'ORA, fonde une nouvelle organisation et revue, Rupture. Celle-ci veut contribuer à « l'élaboration du projet communiste à l'émergence d'un mouvement communiste radical ». Cette orientation ultragauche va les conduire vers les groupes « autonomes ». Cette organisation disparaîtra très rapidement. À la suite des grèves de 1974 dans les banques, le rail et aux PTT, naît une tendance ouvriériste et syndicaliste révolutionnaire au sein de l'ORA. Cette tendance, baptisée Union des travailleurs communistes libertaires (UTCL), critique les dérives ultra-gauche de l'ORA (antisyndicalisme) et sa confusion politique. L'organisation Confrontation anarchiste (CA) se met en place à partir de militants de la FA, rejoints par l'UFA et quelques groupes autonomes. Rejoint l'année suivante par des groupes démissionnaire de la FA. Cette dernière publie un bulletin, Combat anarchiste, et un périodique, Commune libre. De 1971 à 1976, c'est la tendance non organisationnelle qui va être majoritaire dans cette organisation.
Du 1er au 4 août 1971, l'Internationale des fédérations anarchistes tient à Paris son 2e congrès.
Fondation en 1972 de l'Union des anarcho-syndicalistes (UAS). L'UAS publie L'Anarcho-syndicaliste.
Naissance en 1974 du groupe Marge, qui cherche à rassembler tous les marginaux (délinquants, prostituées, anciens prisonniers, toxicomanes, homosexuels, travestis, squatters…). La même année création du Groupe d'action et d'études libertaires (GAEL) à partir du groupe Poing noir (en rupture de la FA), rejoint par d'autres libertaires non organisationnels et parution de La Lanterne noire, revue qui accueille des anciens du groupe et de la revue Noir et Rouge (disparue) et des libertaires d’Informations et correspondance ouvrières (ICO, bulletin du groupe éponyme qui a cessé de paraître à ce moment-là).
En 1975, création de la seconde Union des anarcho-syndicalistes.
En 1976, Congrès de l'Organisation révolutionnaire anarchiste à Orléans, qui entérine l'exclusion de la tendance UTCL, et se rebaptise Organisation communiste libertaire (OCL 2e manière). L'OCL publie Front libertaire et un premier numéro de Pour l'autonomie ouvrière et l'abolition du salariat. En avril, les exclus de l'ORA créent un collectif pour une Union des travailleurs communistes libertaires. Ils se dotent d'un organe de presse : Tout le pouvoir aux travailleurs (TLPAT) au début de l'année 1977. La même année Confrontation anarchiste éclate et donne naissance à l'Organisation combat anarchiste (OCA) sous l'impulsion des organisationnels.
En Mai 1977, libération de Jean-Marc Rouillan et des militants des Groupes d'action révolutionnaires internationalistes. Le 19 octobre, première réunion de l'Assemblée parisienne des groupes autonomes (APGA), à la suite de la mort des prisonniers de la Fraction armée rouge. En décembre, l'APGA publie L'Officiel de l'autonomie. Fin octobre: Conférence nationale des travailleurs libertaires à Paris. Celle-ci est convoquée à l'initiative de l'AS, du Groupe anarcho-syndicaliste (GAS) de Rouen et de l'UTCL. La FA, la CNT et l'UAS sont présents à titre d'observateurs. À Paris, l'Union Régionale de la rue de la Tour d'Auvergne (9e) est exclue de la CNT. Le Monde libertaire devient hebdomadaire.
Les 25 et 26 février 1978 se réunit le congrès constitutif de l'Union des travailleurs communistes libertaires. En mars, Roger Langlais et Bernard Pécheur publient le premier numéro de la revue L'Assommoir : "La France stalinienne". Un deuxième numéro, "Le Futur accompli", paraîtra en octobre,,. En septembre se réunit à Rouen la "Conférence nationale des anarcho-syndicalistes" (CNAS) à l'initiative du GAS de Rouen et de l'AS. Y sont présents des groupes FA, la FA à titre d'observatrice, ainsi que la CNT (Vignolles), la CNT (Tour d'Auvergne), l'UTCL, l'UAS, le Syndicat autogestionnaire des travailleurs (SAT) de Lyon et des individus indépendants.
Départ de la FA de quelques militants en désaccord sur l'intégration du concept de lutte des classes dans les principes de base qui régissent le fonctionnement de la fédération. Ils fondent l'Union anarchiste (UA) avec Le Libertaire comme organe.
En 1979, autodissolution de Marge. Le quinzomadaire Front libertaire disparaît. Daniel Guérin puis Georges Fontenis sont admis au sein de l'Union des travailleurs communistes libertaires. Parution du troisième numéro de L'Assommoir : "Des progrès de l'action directe" (cf. Front libertaire des luttes de classe, 30 juillet 1979, 10 ; CPCA - Centre de propagande et de culture anarchiste -, no 5, oct.-nov. 1979 ; Le Nouvel Observateur, 19 nov. 1979). Première apparition d'Action directe avec le mitraillage du siège du Conseil national du patronat français le 1er mai. Le 29 août 1979 : braquage à la perception de Condé-sur-l'Escaut, dans le Nord : 16,3 millions de francs de butin. Six des sept accusés sont acquittés le 26 avril 1989 par la cour d'assises du Nord, présidée par M. Didier Wacogne.

## Années 1980
Les 27 et 28 mars 1980, 32 personnes sont arrêtées dans le cadre de l'enquête sur Action directe. Le 1er mai la librairie de la Fédération anarchiste déménage au 145 rue Amelot 75011 à Paris. Le travail d'infiltration d'un indicateur de police (Gabriel Chahine) permet l'arrestation le 13 septembre d'une dizaine de militants d'Action directe (dont Jean-Marc Rouillan et Nathalie Ménigon). Les contacts entre l'UTCL et l'OCA aboutissent à l'intégration de cette dernière dans l'UTCL. Le journal Lutter de l'OCA deviendra par la suite le journal de l'UTCL. L'OCL publie désormais le mensuel Courant alternatif.
Le congrès de la Fédération anarchiste, en mai 1981, signe l'acte de naissance de « Radio libertaire », en plein boom des radios libres. Le 10 juin, cinq personnes accusées du braquage de Condé-sur-l'Escaut sont arrêtées. Le 7 août, la plupart des prisonniers politiques sont amnistiés : Jean-Marc Rouillan est libéré. Le 22 août : début de la grève de la faim en prison de Nathalie Ménigon et des accusés du braquage de Condé-sur-l’Escaut. Le 1er septembre : début des émissions de Radio libertaire. Le 17 et 26 septembre : Nathalie Ménigon et la plupart des prisonniers en grève de la faim sont libérés pour raison médicale. En octobre : libération du dernier prisonnier en grève de la faim.
L'Assommoir fait paraître un quatrième numéro intitulé « Considérations sur l'état actuel de la Pologne ». « C'est pas mal expliqué et raconté comment le peuple polonais fait sa révolution contre “l'internationalisme du capital, avec sa division mondiale du travail, le seul but affirmé par les dirigeants polonais étant désormais de faire travailler les prolétaires sous la menace des chars russes pour rembourser les crédits américains, allemands ou français”. » (Delfeil de Ton, Le Nouvel Observateur, 30 mars-5 avril 1981.)
En 1982 Parution du numéro 5 de L'Assommoir : « La nuit de la métamorphose », qui s'en prend aux analyses désarmantes, dans tous les sens du terme, de l'ultra-gauche (plus ou moins) pro-situationniste à propos des événements de Pologne.
Le 29 août 1983, les CRS investissent le studio de « Radio libertaire » et saisissent le matériel. En réaction le 3 septembre, une manifestation réunie cinq mille personnes pour la liberté d'expression et obtient une fréquence pour « Radio libertaire ». La même année création de la Coordination Libertaire Étudiante (CLE).
Le 25 janvier 1985 : assassinat du général Audran (revendiqué par Action directe).
Parution du numéro 7 et dernier de L'Assommoir : « Les Habits neufs de la pensée. Nécrose des idéologies et métastases de la modernité ». Allusant à l'assassinat de Jacques Mesrine, les responsables de la revue intitulent leur texte de présentation « Le poison des prochaines années ».
En 1986 des groupes antifascistes se réunissent pour constituer la Coordination nationale antifasciste (CNAF). Mouvements de jeunesse très liés à la scène du rock alternatif, les Scalp auront du mal à se structurer durablement et la CNAF disparaît à la fin des années 1980. Premières parutions de la revue REFLEXes, publiée par le Réseau d'études sur le fascisme et de lutte contre l'extrême-droite et la xénophobie (SCALP-REFLEX). Le 4e congrès de l'Internationale des fédérations anarchistes se tient à Paris les 31 octobre, 1er, 2 et 3 novembre 1986, il réunit une quarantaine de délégations, la FA française récupère le mandat du secrétariat IFA. À la faveur du mouvement étudiant contre Devaquet naît le Collectif jeunes libertaires (CJL) qui bientôt va s'adosser à l'UTCL. Le 17 novembre : assassinat du PDG de Renault, Georges Besse (revendiqué par Action directe).
Le 21 février 1987, arrestation de quatre des principaux membres du groupe Action Directe (Jean-Marc Rouillan, Nathalie Ménigon, Joëlle Aubron et Georges Cipriani) dans une ferme, à Vitry-aux-Loges (Loiret). Ils seront par la suite condamnés à la prison à perpétuité.
En janvier 1989, une centaine de militants issus de l'Union des travailleurs communistes libertaires, de la Fédération anarchiste, du Collectif jeunes libertaires, de l'Organisation communiste libertaire et de la Tribune anarchiste communiste, lancent un « Appel pour une alternative libertaire » en vue de regrouper les communistes libertaires dans une même organisation.

## Années 1990
L'année 1990 voit la formation, dans plusieurs régions, de collectifs pour une alternative libertaire (CAL) qui, à l'automne, participent au mouvement d'opposition à la guerre du Golfe.
Les 18, 19 et 20 mai 1991, assemblée générale fondatrice d'Alternative libertaire, à Orléans. Deux organisations, l'Union des travailleurs communistes libertaires et le Collectif jeunes libertaires, se dissolvent et leurs militants rejoignent AL, qui tient son congrès constitutif en septembre, à Toulouse. AL publie son « Manifeste pour une alternative libertaire » et désormais le mensuel Alternative libertaire. S'inspirant des théories de Daniel Guérin, elle se réclame du communisme libertaire et du syndicalisme révolutionnaire.
En 1992 après une crise identitaire et politique — l'antifascisme est nécessaire mais pas suffisant — la volonté de refonder un réseau parmi les groupes antifascistes et alternatifs se matérialise par la création du réseau No pasaran. À Paris, le groupe « Apache » quitte le SCALP et prend le nom de "SCALP-REFLEX". L'Alliance des syndicalistes anarchistes est créée, en 1992, par Serge Mahé et ses compagnons rassemblés autour de la publication de la Lettre anarchiste.
En 1993 la CNT scissionne sur la base de désaccords sur les élections professionnelles, la CNT « Vignoles » regroupe la majeure partie des militants, une minorité reste à la CNT-AIT. Création de nouvelles sections au syndicat de l'éducation de la CNT-Vignoles : la Formation action universitaire (FAU) et la Formation action lycéenne (FAL). En décembre 1996, la CNT « Vignoles » est exclue de l'Association internationale des travailleurs (AIT) au congrès de Madrid : la CNT-AIT est reconnue comme la seule section française de l'AIT.
Les premiers numéros de Cette Semaine sortent en 1993. À l'origine hebdomadaire, le journal paraîtra par la suite quatre fois par an.
En décembre 1993 création à Paris de la Coordination des sans-abris (CDSA) (dont bon nombre de membres se réclament de l'anarchisme et auquel se joignent les militants de l'UA et de la CNT-AIT). Pendant un mois, la CDSA campe devant le ministère des Affaires sociales. En 1994 à Paris, la CDSA ouvre un squat avenue de Breteuil, dans le 7e arrondissement. Expulsée durant l'été, elle s'installe alors au 9 rue saint-Sauveur (2e). Un collectif autonome est créé à l'occasion du mouvement anti-CIP : le « Mouvement d'action et de résistance sociale ». Naissance de TCP ("Travailleurs, chômeurs, et précaires en colère") au sein de la Coordination des sans-abris. Autodissolution de la Coordination Des Sans-Abris et expulsion du squat de la rue Saint-Sauveur en 1996. À Paris en 1996, le collectif "Des papiers pour tous" multiplie les actions de solidarité avec les étrangers en situation irrégulière en lutte, avec notamment l'occupation du siège du RPR le 22 août, la veille de l'expulsion de l’église Saint-Bernard.
En septembre 1994, Audry Maupin est tué à Paris au cours d'une fusillade avec la police. Sa compagne Florence Rey est arrêtée. Trouvent également la mort trois policiers et un chauffeur de taxi pris en otage par Rey et Maupin.
Le 21 janvier 1995, Jacques Chirac est pris à partie par des militants de la Fédération anarchiste au cours d'une émission de Canal+[réf. nécessaire]. En décembre, la CNT-FAU s'allie avec l'UNEF pour contrer l'UNEF-ID à la coordination nationale étudiante[réf. nécessaire]. Le SCALP participe à la création du CAMI (Collectif d'aide aux manifestants interpellés). Campagne de TCP contre les vigiles du métro (TRAUM, Tribune de résistance active des usagers du métro). La FA exclut l'Union des Anarchistes de Radio Libertaire. Publications de La Dynamite, journal de la FAL, qui prend brièvement le nom de "Formation Anarchiste Lycéenne" et de Tic-Tac : sept numéros jusqu'en 1996. « T...I...C, T...A...C..., T'es ici, t'en as assez, Tic-Tac, Si t'en as ta claque de tout ce mic-mac, Sois frénétique, freine pas l'attaque, Pas fanatique mais feinte l'attaque, Sois systématique, le système attaque, Pas trop plastique et place ta claque ».
Le 5e congrès de l'Internationale des fédérations anarchistes se tient à Lyon en 1997, le mandat de secrétaire de l'Internationale incombe désormais à Massimo. La même année apparition éphémère d'une Coordination de résistance et de lutte anti-capitaliste (CRELAC) qui ne durera que quelques mois et création à la CNT-Vignoles d'un Comité d'action chômeurs qui participe durant l'été aux premières occupations des ANPE et des bureaux des ASSEDIC. La lutte se cristallise alors sur la question de l'augmentation du Revenu minimum d'insertion.
En 1998 a Paris, l'Assemblée générale des chômeurs de Jussieu organise des actions quotidiennes dans la capitale (pillage d'un magasin Cash Converter, autoréduction au restaurant Le Fouquet's, occupation de la Bourse du commerce…). Le 30 juin, lors d'une occupation du Conseil constitutionnel, un étudiant déchire un exemplaire original de la Constitution de 1958 et écrit sur la première page : « La dictature capitaliste est abolie. Le prolétariat décrète l'anarchie et le communisme ».
Création du Collectif anti-expulsion (CAE) en solidarité avec les étrangers en situation irrégulière. Le CAE intervient chaque semaine dans les aéroports, à Roissy et Orly, pour s'opposer physiquement aux expulsions de « sans-papiers ». Disparition de Apache. Parution de Karoshi, revue anti-travail contre le revenu garanti. Naissance de Tiqqun, revue de métaphysique post-situationniste.

## Années 2000
En 2000, est diffusé le premier numéro de Tout le Monde dehors !, "Feuille d'info sur les prisonniers en lutte". Le 5e congrès d'Alternative libertaire décide d'un « tournant vers la visibilité », après presque dix ans d'immersion dans les mouvements sociaux, au détriment de la construction de l'organisation. L'association des amis d'AL est créée pour aider à en financer ces projets et le mensuel Alternative libertaire augmente son tirage et passe en distribution publique.
En 2001, mobilisation en faveur de Werner Braeuner, un anarchiste allemand au chômage incarcéré pour le meurtre de son directeur d'ANPE : le 9 juillet, le consulat allemand de Paris est occupé. La même année plus de 500 personnes signent un Appel à l'Unité du Mouvement Libertaire. Cette dynamique crée un climat favorable à la rencontre des différentes organisations et à la mise sur pied d'initiatives unitaires.
En juin 2002, l'Union régionale du sud-ouest (Toulouse, Perpignan et Montpellier) de la Fédération anarchiste scissionne lors du 60e congrès de Rouen, en raison de leur refus de la pratique de l'unanimité dans le processus décisionnel au sein de la fédération, jugée « source d'immobilisme » au profit d'un mode de prise de décision à la majorité et se constitue en Coordination des groupes anarchistes (CGA),. La CGA publie le mensuel Infos et analyses libertaires. Du 19 au 28 juillet 2002, un campement No Border est organisé à Strasbourg.
En 2003, dissolution du collectif "Pour en finir avec toutes les prisons" dans une éphémère "Coordination anticarcérale européenne" qui disparait l'année suivante. La moitié des membres du réseau No Pasaran le quitte en mai. Une partie des membres va créer quelque temps plus tard l'Offensive libertaire et sociale (OLS) et son journal trimestriel Offensive. La Coordination des groupes anarchistes édite ses statuts et adopte notamment le vote majoritaire aux trois quarts.
La Convergence des luttes anti-autoritaires et anticapitalistes (CLAAAC) se forme à l'initiative de la FA, d'AL, de l'OCL, de la CNT-F, la CGA, de l'OSL suisse et de No pasarán en opposition à la tenue du Sommet du G8 à Évian et participe à la création du Village Alternatif, Anticapitaliste, et Antiguerre (VAAAG), qui se tient du 26 au 30 mai. Du 11 au 16 novembre, les mêmes organisations se joignent à l'initiative de la Fédération anarchiste d'organiser un forum social libertaire à Saint-Ouen en parallèle au Forum social européen de Saint-Denis.
- Automne : création du Réseau Libertaire de Nanterre.

Le 15 novembre, des affrontements ont lieu avec le cortège du Parti socialiste lors de la manifestation du FSE. Le soir, 200 personnes sont arrêtées en manifestant devant la prison de la Santé à l'appel de la coordination anticarcérale.
- Alternative libertaire ouvre ses locaux publics à Paris, rue d'Aubervilliers.
- Publications de Appel : pour la création de communautés autonomes, de Asymétrie : « bulletin communiste pour la guerre civile » et de Macache : « Macache : expression de la négation, rien. Rien, parce que de cette société de classe il n'y a rien à vouloir, de sa démocratie rien à attendre, Rien, parce que face au capital, il n'y a rien à négocier, face à l'État rien à revendiquer. Rien, rien que la guerre sociale ! »

En avril 2004 se réunit à Besançon le 7e Congrès de l'Internationale des fédérations anarchistes qui consacre l'adhésion de l'Anarchist Federation (anglaise), de la Fédération anarchiste (cs) tchèque et slovaque et del'Association des mouvements anarchistes russes. À la suite de son congrès de Rennes en mai, plusieurs groupes de la FA (Lyon, Lille, Nantes, Saint-Brieuc) se défédèrent. Le même mois voit la création du groupe libertaire Place Libre et du forum du même nom. En décembre, parution de Vidange : technophobie, squats, et lutte contre la répression.
En 2005 parution de Outrage : bulletin édité par Action-K (collectif de propagation de contre-culture). Autodissolution du CAE et du premier numéro du Jobar : information classiste, " diffusé en banlieue, loin des organisations libertaires...".
La Convergence des luttes anti-autoritaires et anticapitalistes (CLAAAC) et anti-nucléaires continue sur sa lancée en parallèle à la manifestation anti-EPR à Cherbourg et participe à la création du Village anti-capitaliste, autogéré et anti-nucléaire, qui se tient du 15 au 17 avril 2006.

## Années 2010
Durant les années 2010, le panorama libertaire est composé d'une dizaine d'organisations nationales : la Fédération anarchiste et Alternative libertaire sont les deux organisations les plus structurées ; on peut y ajouter No pasarán, l'Organisation communiste libertaire, la Coordination des groupes anarchistes, la CNT-AIT, le Groupement d'action et de réflexion anarchosyndicaliste (GARAS), la Coordination anarchiste, l'Union des anarchistes, la CNT-SO et l'Union des anarcho-syndicalistes. Il faut mettre à part la CNT-Vignoles (très structurée) qui souhaite se situer exclusivement dans le champ syndical et ne plus se voir accoler l'étiquette libertaire car il est vrai que ses adhérents peuvent ne pas être des anarchistes mais quand même agir en relation avec les statuts de l'organisation. Enfin, il est important de préciser que bon nombre de libertaires ne se reconnaissent dans aucune organisation officielle. Une bonne partie préfèrent notamment se regrouper dans des collectifs autonomes comme les Anarchist Black Cross ou Food Not Bombs ou dans des groupes d'affinité informel.
En décembre 2014, l'OLS annonce l'arrêt de l'activité du collectif. La même année lancement d'une campagne libertaire antifasciste par notamment Al, la CGA et la CNT.
À partir de juillet 2018, Alternative libertaire et la Coordination des groupes anarchistes entament un processus d'unification. À l'occasion d'un congrès conjoint, les deux organisations fusionnent le 10 juin 2019 pour créer l'Union communiste libertaire. D'après le journaliste du Monde Abel Mestre, il s'agit d'un « fait est assez rare pour être souligné », l'extrême gauche étant « plus habitué[e] aux scissions qu'aux fusions ». L'Union combine une implication syndicaliste révolutionnaire avec une présence dans les luttes antiracistes, féministes, LGBTI et écologistes, tout en défendant un « projet de société basé sur la démocratie directe, l’autogestion et le fédéralisme ». Elle revendiquait environ 600 militantes et militants répartis dans 54 groupes à l'été 2020.
L'Union communiste libertaire continue de publier le mensuel Alternative libertaire, distribué en kiosques et tiré à près de 10 000 exemplaires.